# Christian Rudzki
Christian Rudzki (26 de julio de 1946 - 25 de mayo de 2024) fue un exfutbolista checoslovaco, naturalizado argentino, que jugó por última vez como delantero en el Hannover 96.
Rudzki nació en 1946 en Checoslovaquia y se mudó a Argentina con su familia a los 2 años donde se instalaron en el barrio de Flores.

## Trayectoria
Rudzki comenzó su carrera en el Deportivo Español argentino. 
En 1969 fichó por el Estudiantes argentino, ayudando al club a ganar la Copa Libertadores de 1969 y la Copa Libertadores de 1970, convirtiéndose en el primer jugador nacido en Europa en ganar la Copa Libertadores. Fue considerado un goleador importante para el club. En 1972, fichó por el Hannover 96 de la Bundesliga alemana, convirtiéndose en el primer jugador argentino en jugar en la Bundesliga alemana, pero se consideró que no podía consolidarse como un jugador importante para el club.
Con Osvaldo Zubeldía, perteneció a la generación dorada de Estudiantes de La Plata, que transformó a los aspirantes al descenso en un equipo de primer nivel. El club había ganado el título del campeonato nacional por primera vez en 1967 y también celebró el éxito internacional al ganar la Copa Libertadores en 1968. Desde 1969 formó parte del equipo que fue el primer club en ganar el título triplete defendiendo el título en la Copa Libertadores en 1969 y 1970.
Fue el primer europeo en ganar el título sudamericano. En 1970 apareció en las dos finales de la Copa del Mundo, pero finalmente prevaleció el Feyenoord Rotterdam dirigido por Ernst Happel. También en la final de la Copa Libertadores 1971 estuvo en el once titular, pero impidió en un decisivo a Nacional Montevideo el cuarto triunfo seguido.
En 1972, Rudzki regresó a Europa, donde se unió al club Hannover 96 de la Bundesliga. Fue el primer argentino en la división élite de Alemania en Hannover, sin embargo, solo jugó cuatro veces en la temporada 1972/73 en la Bundesliga y anotó el día de su debut, el 30 de septiembre de 1972. Victoria en casa contra el VfB Stuttgart con gol para poner el 3-1.
La crónica registra su tercera aparición en la Bundesliga el 14 de octubre de 1972 en el empate con FC Köln (0-0).
Fue entrenador del club Defensores de Maschwitz, en la temporada 1992/93, entre otros equipos.
Rudzki estuvo en la ceremonia de reapertura del Estadio Jorge Luis Hirschi el 9 de noviembre de 2019. Falleció el 25 de mayo de 2024.

## Palmarés

### Campeonatos internacionales
| Título              | Club                    | País      | Año  |
| ------------------- | ----------------------- | --------- | ---- |
| Copa Interamericana | Estudiantes de La Plata | Uruguay   | 1969 |
| Copa Libertadores   | Estudiantes de La Plata | Argentina | 1969 |
| Copa Libertadores   | Estudiantes de La Plata | Uruguay   | 1970 |